# Staats-Technische Universiteit van de Oeral
De Staats-Technische Universiteit van de Oeral (Russisch: Уральский Государственный
Технический Университет; Oeralski Gosoedarstvennyj Technitsjeski Universitet), eerder Polytechnisch instituut van de Oeral (UPI), is een universiteit in het district Kirovski van Jekaterinenburg en het grootste technische instituut voor technisch universitair onderwijs in Rusland. De universiteit heeft sterke banden met de regionale industrie in de Oeral. De universiteit wordt in het dagelijks spraakgebruik vaak afgekort tot УГТУ-УПИ (UGTU-UPI). Tot 1992 droeg het de bijnaam 'imena S. G. Kirova' en op 23 april 2008 werd de universiteit -ondanks grote bezwaren en protesten onder zowel de bevolking als studenten en leraren- de bijnaam 'imja B. Jeltsina' gegeven door premier Zoebkov in verband met de dood van Jeltsin een jaar eerder.

## Geschiedenis
De onderwijsinstelling werd opgericht in 1920 en maakte een snelle groei door vanwege het industrialisatieprogramma van de Sovjet-Unie onder Stalin, waarvoor veel technisch ingenieus benodigd waren. De Oeral was al sinds de 17e eeuw een belangrijk industrieel centrum voor de mijnbouw en staalindustrie. Deze rol werd nog versterkt doordat Stalin in de Oeral een groot industriegebied wilde doen ontstaan, waarvoor soms complete steden, zoals Magnitogorsk, uit de grond werden gestampt. In de Tweede Wereldoorlog kampte de universiteit met een tekort aan personeel. Stalin besloot in die oorlog om vele productiefacilliteiten waaronder complete fabrieken te laten overplaatsen vanuit Europees Rusland (vooral de regio rond Moskou) naar de Oeral om ze uit handen van het oprukkende Duitse leger te houden, dat toen een snelle opmars maakte tijdens Operatie Barbarossa. De Oeral werd toen het centrum voor de defensieindustrie. Voorbeelden hiervan waren Tsjeljabinsk, Pervo-oeralsk en Nizjni Tagil (waar de treinwagonfabriek Oeralvagonzavod werd omgebouwd tot tankfabriek en waar in 4 jaar 35.000 tanks werden geproduceerd). De universiteit kreeg hierdoor uiteraard ook een extra stimulans omdat de productie van onder andere wapenmaterieel in de Oeral enorm steeg en de vraag naar gekwalificeerd personeel dus ook toenam.
Na de oorlog bleven veel fabrieken in de regio, waaronder een groot aantal militaire bedrijven. De universiteit speelde een centrale rol in de voorziening van gekwalificeerd technisch personeel en ingenieurs voor deze militaire industrie.
Na het uiteenvallen van de Sovjet-Unie in 1991 raakte de universiteit, net als veel andere staatsbedrijven, in financiële problemen door het uitblijven van gelden van de centrale overheid, als gevolg van de economische crisis. De universiteit wist echter halverwege de jaren 90 een nieuwe bron van inkomsten te vinden, door het aangaan van handelsbetrekkingen met lokale levensvatbare industrieën (bedrijven die waren overgebleven of ontstaan als gevolg van de economische crisis).
Dit is echter niet voldoende om de universiteit de concurrentie aan te kunnen laten gaan met andere toonaangevende universiteiten in Rusland, waardoor de universiteit momenteel bezig is om te fuseren met andere universiteiten in Jekaterinenburg, om de kansen hierop te verbeteren.

## Faculteiten
De universiteit heeft 20 faculteiten, waaronder Bouwmaterialen, Chemische techniek, Civiele techniek, Economie en Management, Elektrotechniek, Geesteswetenschappen, Lichamelijke opvoeding, Metallurgie, Militaire wetenschappen, Radiotechniek, Toegepaste Natuurkunde, Warmtekrachttechniek en Werktuigbouwkunde. De universiteit heeft een instelling voor volwassenenonderwijs en doctoraal onderwijs (waar studenten een Mastersdegee kunnen behalen).
De universiteit heeft 2170 sprekers en professoren en 23.100 voltijdstudenten. Per jaar studeren meer dan 3000 technisch ingenieurs af van de universiteit.

## Nevenvestigingen
- dependance in Nizjni Tagil

## Bekende alumni
- Boris Nikolajevitsj Jeltsin president van Rusland (1991-1999)
- Arkadi Michailovitsj Tsjernetski burgemeester van Jekaterinenburg